# Запеканка (напиток)
Домашняя самоделковая запеканочка лучше всякого шампанского. После первой же рюмки всю вашу душу охватывает обоняние, этакий мираж, и кажется вам, что вы не в кресле у себя дома, а где-нибудь в Австралии, на каком-нибудь мягчайшем страусе.
Запеканка — крепкий алкогольный напиток, настойка на основе водки с добавлением специй и пряностей, выдержанная определённое время в горячей печи. Тип настойки подобен варенухе по способу изготовления. Характерна для классической украинской и русской кухни.
Запеканка была довольно популярной среди украинского населения, несмотря на её «социальный статус»: изготавливать её могли более богатые из-за большого количества пряностей. Обычно запеканку готовили летом к зимним праздникам, за это время запеканка хорошо настаивалась. Чем больше стояла, тем была вкуснее.
Многие украинские писатели в своих литературных произведениях описывая застолья упоминали об этом алкогольном напитке. В частности, Михаил Старицкий в пьесе «За двумя зайцами»:
Секлита. Да как же? Чтобы это я вас отпустила, не попотчевав запеканкой, пирогами?
Голохвостый. Некогда… (Про себя). Впрочем, запеканка и пироги... (вслух). Ну, разве одну рюмку можно.

Секлита. Как же, как же! Да еще и запеканка! Вы такой, даром, что богатый, сроду не пили!
Украинская запеканка выпускалась в XIX веке на винокуренных заводах Фёдора (Фердинанда) Штритера
В середине XIX века производство запеканки в России наладил и «алкогольный король» Николай Шустов
В 1925 году запеканка крепостью 30 градусов выпускалась на Иркутском ликёро-наливочном заводе Госспирта № 1.
В 1930-е гг. наливка "Запеканка украинская" изготавливалась на Саратовском ликеро-водочном заводе

## Приготовление
Обычные ингредиенты: водка, имбирь, перец стручковый, гвоздика, корица, лимонная цедра, мускатный орех, кардамон, возможны бадьян, сахар.
Также могли использоваться ягоды.
Быстрый вариант. Все компоненты кладут в кастрюлю, заливают водкой, накрывают крышкой, обмазывают её тестом для герметичности, кладут сверху небольшой гнёт, чтобы не разорвало, и ставят в тёплую духовку на 12 часов. Охладив, запеканку разливают в бутылки и закупоривают.
Долгий вариант. В ёмкость (желательно бутыль из толстого стекла) кладут пряности, которые перед тем толкут, заливают водкой. После этого бутыль обмазывают крутым ржаным тестом толщиной 3-4 см. Бутылку в течение 4 дней ставят в печь. Утром каждый раз бутыль из печи вынимают, но от теста не освобождают. После 4 суток содержимое бутыли процеживают и подслащивают.